# Иоанн Многострадальный
Иоанн Многострадальный (? — 18 июля 1160) — монах Киево-Печерской лавры. Почитается в Православной церкви в лике преподобных, память совершается (по юлианскому календарю): 18 июля и 28 сентября (в составе Собора преподобных отцов Киево-Печерских, в Ближних пещерах почивающих). Почитается как помощник в борьбе с «блудной страстью».

## Жизнеописание
Принял постриг в юные годы и, несмотря на строгое воздержание от пищи и воды, ношение вериг, молитвенный подвиг, 3 года был «томим на блуд». Согласно житию, около 30 лет истязал свою плоть постом и веригами, борясь с плотским влечением. Однажды зарыл себя в землю по плечи в пещере и провёл так всю Четыредесятницу (первые 40 дней Великого поста) после чего получил избавление от плотских страстей. Умер 18 июля 1160 года. Его мощи, почитаемые как нетленные, находятся в Антониевой пещере.